# Ateleia
Ateleia oder Atelie (von altgriechisch ἡ ἀτέλεια) bezeichnet eine Befreiung von Abgaben und Leistungen, die für den Staat im antiken Griechenland aufzubringen waren, wie zum Beispiel die Ausstattung des Chores bei Theateraufführungen durch die wohlhabenderen Bürger oder etwa Abgaben für die Ausrüstung von Schiffen.
Sie stellt eine Form der besonderen und ehrenden Belohnung dar, die das Volk Personen zuerkannte, die sich um den Staat verdient gemacht hatten. (Eine weitere Art solcher Auszeichnungen war das Aufstellen von Ehrensäulen in der Öffentlichkeit mit Nennung des Namens des Wohltäters.)
Speziell wurde die Ateleia für besondere Verdienste um den Staat der Athener verliehen wie beispielsweise dem athenischen Feldherren Chabrias oder den Nachkommen der Tyrannenmörder Harmodios und Aristogeiton.
Insbesondere wurden auch Wettkämpfer mit der Ateleia belohnt, die mindestens dreimal (auf ehrliche Weise) in den großen Wettkämpfen, wie zum Beispiel in den Olympischen Spielen, siegten.